# ماثيو تشادويك
ماثيو تشادويك (بالصينية: 蔡明紹) هو فارس صيني، ولد في 1990 في هونغ كونغ البريطانية في المملكة المتحدة.